# Atut
Atut (także atu, regionalnie trumf, tromf, kozer) – wyróżniony kolor w grze w karty, który jest starszy od pozostałych kolorów. Karty z koloru atutowego są w stanie przebić wszystkie karty z kolorów nieatutowych. Atut może być stały, np. w pikach kolorem atutowym jest pik. Kolor atutowy może być też zmienny, np. w tysiącu (podczas jednego rozdania może się zmieniać czterokrotnie) lub w brydżu, ale w brydżu ten sam atut obowiązuje podczas całego rozdania.
Atut jest ustalany przed rozdaniem lub w czasie rozgrywki w zależności od gry.